# Hey Cruel World... Tour
Hey Cruel World… Tour — світовий концертний тур американського рок-гурту Marilyn Manson. Він стартував на підтримку восьмого студійного альбому Born Villain, який було видано 25 квітня 2012  р. Чутки про тур з'явилися ще 3 червня 2011, коли бразильське видання португальської газети «Destak» повідомило, що аґенти завершили переговори щодо концертів групи у Бразилії та інших країнах Південної Америки в листопаді 2011 у рамках фестивалю «ЕРР Music & Arts Festival». Інформація не підтвердилася. У жовтні 2011 стали відомими дати австралійського етапу турне (з кінця лютого до початку березня у рамцях 5-денного фестивалю «Soundwave»).
20 грудня 2012 гурт уперше виступив в Україні. Менсон оголосив назву туру через щоденник на офіційному сайті колективу за тиждень до його початку. Під час туру фронтмен використовував мікрофони у формі ножа й з кастетом. Оформлення сцени було суттєво змінено, починаючи зі спільного з Робом Зомбі турне Twins of Evil Tour. У червні 2013 гурт вирушив у спільний з Елісом Купером тур Masters of Madness Tour, а в липні продовжив Hey Cruel World… Tour.

## Сет-ліст
- «Track 99» слугувала як інтро.

1. «Antichrist Superstar»
2. «Disposable Teens»
3. «The Love Song»
4. «Little Horn»
5. «The Dope Show»
6. «Rock Is Dead»
7. «Personal Jesus»
8. «mOBSCENE»
9. «Sweet Dreams (Are Made of This)»
10. «Irresponsible Hate Anthem»

На біс
1. «The Beautiful People» (разом з інтро «Baby, You're a Rich Man»)

- «The WASP (Texas Radio and the Big Beat)» слугувала як інтро.

1. «Antichrist Superstar»
2. «Disposable Teens»
3. «The Love Song»
4. «Little Horn»
5. «The Dope Show»
6. «Rock Is Dead»
7. «Tourniquet»
8. «Personal Jesus»
9. «mOBSCENE»
10. «Sweet Dreams (Are Made of This)»
11. «Irresponsible Hate Anthem»

На біс
1. «Coma White»
2. «1996» (проказана)
3. «The Beautiful People» («Baby, You're a Rich Man» слугувала як інтро.)

- «Suspiria» слугувала як інтро.

1. «Hey, Cruel World...»
2. «Disposable Teens»
3. «The Love Song»
4. «No Reflection»
5. «mOBSCENE»
6. «The Dope Show» (разом з інтро «Diary of a Dope Friend»)
7. «Slo-Mo-Tion»
8. «Rock Is Dead»
9. «Personal Jesus»
10. «Pistol Whipped»
11. «Tourniquet»
12. «Coma White» (разом з інтро «Coma Black»)
13. «Irresponsible Hate Anthem»
14. "Sweet Dreams (Are Made of This)

На біс
1. «Antichrist Superstar»
2. «The Beautiful People» (разом з інтро «Baby You're a Rich Man»)
3. «Murderers Are Getting Prettier Every Day» (виконано лише в Санкт-Петербурзі)

- «You're So Vain» слугувала як аутро.

- «Suspiria» слугувала як інтро.

1. «Hey, Cruel World…»
2. «Disposable Teens»
3. «The Love Song"
4. «No Reflection»
5. «mOBSCENE»
6. «The Dope Show» (разом з інтро «Happiness Is a Warm Gun»)
7. «Slo-Mo-Tion»
8. «Rock Is Dead»
9. «Personal Jesus»
10. "Sweet Dreams (Are Made of This)
11. «Coma White»
12. «King Kill 33º»
13. «Antichrist Superstar»

На біс
1. «The Beautiful People»

- «You're So Vain» слугувала як аутро.

- «Suspiria» слугувала як інтро.

1. «Hey, Cruel World…»
2. «Disposable Teens»
3. «The Love Song»
4. «No Reflection»
5. «mOBSCENE»
6. «The Dope Show»
7. «Slo-Mo-Tion»
8. «Rock Is Dead»
9. «Personal Jesus»
10. «The Last Day on Earth» (виконано лише в Україні та Білорусі)
11. «Sweet Dreams (Are Made of This)»
12. «Coma White»
13. «King Kill 33º»
14. «Antichrist Superstar»

На біс
1. «The Beautiful People»
2. «Irresponsible Hate Anthem» (виконано лише в Росії, Україні та Білорусі)

- «You're So Vain» слугувала як аутро.

## Учасники
- Мерілін Менсон — вокал, гітара
- Твіґґі — гітара, бек-вокал
- Фред Саблан — бас-гітара
- Джейсон Саттер — барабани
- Спенсер Роллінс — клавішні (з 29 березня 2013)

## Дати концертів
| Дата                           | Місто                                  | Країна          | Місце проведення               |
| ------------------------------ | -------------------------------------- | --------------- | ------------------------------ |
| Океанія («Soundwave»)          |                                        |                 |                                |
| 24 лютого 2012[1]              | Брисбен                                | Австралія       | Eaton Hill Hotel               |
| 25 лютого 2012                 | Брисбен                                | Австралія       | RNA Showgrounds                |
| 26 лютого 2012                 | Сідней                                 | Австралія       | Olympic Park Showgrounds       |
| 29 лютого 2012[1]              | Сідней                                 | Австралія       | Enmore Theatre                 |
| 2 березня 2012                 | Мельбурн                               | Австралія       | Royal Melbourne Showgrounds    |
| 3 березня 2012                 | Аделаїда                               | Австралія       | Bonython Park                  |
| 5 березня 2012                 | Перт                                   | Австралія       | Claremont Showgrounds          |
| 6 березня 2012[1]              | Перт                                   | Австралія       | Metro City Concert Club        |
| Азія                           |                                        |                 |                                |
| 9 березня 2012                 | Токіо                                  | Японія          | Studio Coast                   |
| 10 березня 2012                | Токіо                                  | Японія          | Studio Coast                   |
| 12 березня 2012                | Осака                                  | Японія          | Namba Hatch                    |
| 13 березня 2012                | Наґоя                                  | Японія          | Zepp Nagoya                    |
| 15 березня 2012                | Тайбей                                 | Тайвань         | Taipei Show Hall               |
| Північна Америка               |                                        |                 |                                |
| 27 квітня 2012                 | Провіденс                              | США             | Lupo's Heartbreak Hotel        |
| 28 квітня 2012                 | Гемптон-Біч                            | США             | Hampton Beach Casino Ballroom  |
| 29 квітня 2012                 | Гантінгтон                             | США             | Paramount Theatre              |
| 1 травня 2012                  | Сільвер-Спрінґ                         | США             | The Fillmore Silver Spring     |
| 2 травня 2012                  | Монтклер                               | США             | Wellmont Theatre               |
| 4 травня 2012                  | Атлантик-Сіті                          | США             | House of Blues                 |
| 5 травня 2012                  | Піттсбург                              | США             | Stage AE                       |
| 6 травня 2012                  | Ґренд-Репідс                           | США             | The Orbit Room                 |
| 8 травня 2012                  | Де-Мойн                                | США             | Val Air Ballroom               |
| 9 травня 2012                  | Су-Фолс                                | США             | KRRO Fest                      |
| 11 травня 2012                 | Даллас                                 | США             | Palladium Ballroom             |
| 12 травня 2012                 | Сан-Антоніо                            | США             | Historic Sunken Garden Theater |
| 13 травня 2012                 | Г'юстон                                | США             | House of Blues                 |
| 15 травня 2012                 | Оклахома-Сіті                          | США             | Diamond Ballroom               |
| 16 травня 2012                 | Канзас-Сіті                            | США             | Uptown Theater                 |
| 18 травня 2012                 | Міннеаполіс                            | США             | The Brick                      |
| 19 травня 2012                 | Мілвокі                                | США             | The Rave                       |
| 20 травня 2012                 | Колумбус                               | США             | Rock on the Range              |
| Європа                         |                                        |                 |                                |
| 24 травня 2012                 | Тенерифе                               | Іспанія         | Rock Coast Festival            |
| 26 травня 2012                 | Москва                                 | Росія           | Мегаспорт                      |
| 28 травня 2012                 | Санкт-Петербург                        | Росія           | Ювілейний                      |
| 31 травня 2012                 | Невшатель                              | Швейцарія       | Neuchatel Open Air Festival    |
| 1 червня 2012                  | Нюрбург                                | Німеччина       | Rock am Ring                   |
| 3 червня 2012                  | Нюрнберг                               | Німеччина       | Rock im Park                   |
| 4 червня 2012                  | Тілбург                                | Нідерланди      | 013                            |
| 5 червня 2012                  | Париж                                  | Франція         | Zénith de Paris                |
| 6 червня 2012                  | Льєж                                   | Бельгія         | Festival Les Ardentes          |
| 7 червня 2012                  | Падуя                                  | Італія          | Gran Teatro Geox               |
| 8 червня 2012                  | Нікелсдорф                             | Австрія         | Nova Rock Festival             |
| 9 червня 2012                  | Белград                                | Сербія          | IQ Festival                    |
| 12 червня 2012                 | Каунас                                 | Литва           | Žalgiris Arena                 |
| 15 червня 2012                 | Гетеборг                               | Швеція          | Metaltown Festival             |
| 16 червня 2012                 | Копенгаген                             | Данія           | Copenhell Festival             |
| Європа (Етап № 2)              |                                        |                 |                                |
| 5 липня 2012                   | Лондон                                 | Велика Британія | Brixton Academy                |
| 6 липня 2012                   | Льєж                                   | Бельгія         | Les Ardentes Festival          |
| 7 липня 2012                   | Амневіль                               | Франція         | Sonisphere Festival            |
| 11 липня 2012                  | Мілан                                  | Італія          | Arena Civica                   |
| 14 липня 2012                  | Варшава                                | Польща          | Klub Stodola                   |
| 15 липня 2012                  | Прага                                  | Чехія           | Lucerna Hall                   |
| 16 липня 2012                  | Фельдкірх                              | Австрія         | Poolbar Festival               |
| 19 липня 2012                  | Каркассонн                             | Франція         | Théâtre Jean Deschamps         |
| 21 липня 2012                  | Бенікасі                               | Іспанія         | Festival Costa De Fuego        |
| Північна Америка (Етап № 2)    |                                        |                 |                                |
| 11 серпня 2012                 | Торонто                                | Канада          | Heavy T.O. Festival            |
| 12 серпня 2012                 | Монреаль                               | Канада          | Heavy MTL Festival             |
| 18 серпня 2012                 | Вест-Голлівуд                          | США             | Sunset Strip Music Festival    |
| Мексика                        |                                        |                 |                                |
| 2 листопада 2012               | Мехіко                                 | Мексика         | Mexico City Arena              |
| 3 листопада 2012               | Гвадалахара                            | Мексика         | Explanada Lopez Mateos         |
| Південна Америка               |                                        |                 |                                |
| 6 листопада 2012(Скасовано)[2] | Асунсьйон                              | Парагвай        | Hipódromo de Asunción          |
| 8 листопада 2012               | Буенос-Айрес                           | Аргентина       | G.E.B.A.                       |
| 10 листопада 2012              | Сантьяго                               | Чилі            | Club de Campo Las Vizcachas    |
| 13 листопада 2012[3]           | Кіто                                   | Еквадор         | Coliseo General Rumiñahui      |
| Європа (Етап № 3)              |                                        |                 |                                |
| 15 грудня 2012                 | Єкатеринбург                           | Росія           | Уралець                        |
| 16 грудня 2012                 | Єкатеринбург                           | Росія           | Уралець                        |
| 18 грудня 2012                 | Москва                                 | Росія           | Олімпійський                   |
| 20 грудня 2012                 | Київ                                   | Україна         | Палац спорту                   |
| 21 грудня 2012                 | Мінськ                                 | Білорусь        | Палац спорту                   |
| Північна Америка (Етап № 3)    |                                        |                 |                                |
| 18 січня 2013                  | Мілвокі                                | США             | The Rave                       |
| 19 січня 2013                  | Цинциннаті                             | США             | Bogart's                       |
| 20 січня 2013                  | Колумбус                               | США             | The LC Pavilion                |
| 22 січня 2013                  | Детройт                                | США             | The Fillmore Detroit           |
| 24 січня 2013                  | Клівленд                               | США             | House of Blues                 |
| 25 січня 2013                  | Воллінгфорд                            | США             | The Dome                       |
| 26 січня 2013                  | Бостон                                 | США             | House of Blues                 |
| 28 січня 2013                  | Монреаль                               | Канада          | Métropolis                     |
| 29 січня 2013                  | Ошава                                  | Канада          | General Motors Centre          |
| 30 січня 2013                  | Гамільтон                              | Канада          | Hamilton Place Theatre         |
| 1 лютого 2013                  | Велике Садбері                         | Канада          | Sudbury Arena                  |
| 4 лютого 2013                  | Вінніпеґ                               | Канада          | MTS Centre                     |
| 5 лютого 2013                  | Мус-Джо                                | Канада          | Mosaic Place                   |
| 6 лютого 2013                  | Саскатун                               | Канада          | TCU Place                      |
| 8 лютого 2013                  | Калгарі                                | Канада          | Stampede Corral                |
| 9 лютого 2013                  | Едмонтон                               | Канада          | Shaw Conference Centre         |
| 11 лютого 2013                 | Ванкувер                               | Канада          | Queen Elizabeth Theatre        |
| 13 лютого 2013                 | Портленд                               | США             | Roseland Theater               |
| 15 лютого 2013                 | Модесто                                | США             | Modesto Centre Plaza           |
| 19 лютого 2013                 | Сан-Франциско                          | США             | The Warfield                   |
| 20 лютого 2013                 | Анахайм                                | США             | City National Grove of Anaheim |
| 21 лютого 2013                 | Лос-Анджелес                           | США             | Nokia Theater                  |
| 23 лютого 2013                 | Лас-Вегас                              | США             | House of Blues                 |
| 29 березня 2013                | Сан-Дієго, штат Каліфорнія             | США             | House of Blues                 |
| 30 березня 2013                | Темпі, штат Аризона                    | США             | The Marquee Theater            |
| Північна Америка (Етап № 4)    |                                        |                 |                                |
| 2 липня 2013                   | Мейплвуд Сент-Пол, штат Міннесота      | США             | Myth                           |
| 3 липня 2013                   | Омаха, штат Небраска                   | США             | Sokol Auditorium               |
| 5 липня 2013                   | Чикаго, штат Іллінойс                  | США             | Congress Theater               |
| 6 липня 2013                   | Індіанаполіс, штат Індіана             | США             | Old National Center            |
| 8 липня 2013                   | Форт-Вейн, штат Індіана                | США             | Piere's                        |
| 9 липня 2013                   | Нашвілл, штат Теннессі                 | США             | War Memorial Auditorium        |
| 11 липня 2013                  | Ричмонд, штат Вірджинія                | США             | The National                   |
| 12 липня 2013                  | Норфолк, штат Вірджинія                | США             | Norva Theatre                  |
| 14 липня 2013                  | Норт-Міртл-Біч, штат Південна Кароліна | США             | House of Blues                 |
| 15 липня 2013                  | Шарлотт, штат Південна Кароліна        | США             | The Fillmore                   |
| 17 липня 2013                  | Атланта, штат Джорджія                 | США             | The Tabernacle                 |
| 18 липня 2013                  | Орландо, штат Флорида                  | США             | Hard Rock Live                 |
| 20 липня 2013                  | Сент-Пітерсбург, штат Флорида          | США             | Jannus Live                    |
| 21 липня 2013                  | Маямі-Біч, штат Флорида                | США             | The Fillmore                   |

Примітки
- 1^ Концерти не у рамках фестивалю.
- 2^ Скасовано з невідомих причин.
- 3^ Концерт не у рамках фестивалю «Maquinaria Festival».